# Deungnyang-myeon
Deungnyang-myeon (koreanska: 득량면) är en socken i Sydkorea. Den ligger i kommunen Boseong-gun i provinsen Södra Jeolla i den södra delen av landet, 300 km söder om huvudstaden Seoul.